# Jonny Pasvolsky
Jonathan Marc Pasvolsky, meglio conosciuto come Jonny Pasvolsky (Città del Capo, 26 luglio 1972), è un attore australiano.
È noto per la sua interpretazione nel serial televisivo Le sorelle McLeod del personaggio di Rob Shelton/Matt Bosnich (2005-2007, stagioni 5-6-7).
È fratello del regista Steve Pasvolsky, che nel 2003 ha ricevuto una nomination agli Oscar per il cortometraggio Inja.

## Filmografia parziale

### Cinema
- Mortdecai, regia di David Koepp (2015)
- The Front Runner - Il vizio del potere (The Front Runner), regia di Jason Reitman (2018)

### Televisione
- Westworld - Dove tutto è concesso (Westworld) - serie TV, episodio 1x06 (2016)

## Doppiatori italiani
Nelle versioni in italiano delle opere in cui ha recitato, Peyman Moaadi è stato doppiato da:
- Gianluca Iacono ne Le sorelle McLeod
- Alessandro Quarta in Mortdecai
- Enrico Di Troia in Westworld - Dove tutto è concesso